# Reißwolf (Hörfunksendung)

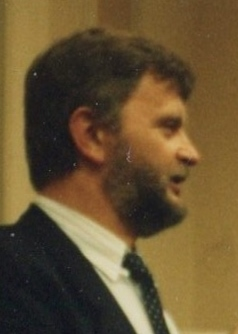
Verantwortlicher Redakteur: Wolfgang Knauer

Reißwolf – der satirische Wochenrückblick war der Name einer Hörfunksendung des Norddeutschen Rundfunks (NDR). Die erste Folge wurde im Oktober 1983 ausgestrahlt. Der Reißwolf hatte über lange Zeit einen festen Sendeplatz auf NDR 2 (sonntags um 14:15 Uhr); später liefen die Sendungen auf NDR 3 bzw. dessen Nachfolger Radio 3 (12:05 Uhr). In den letzten Jahren lief der Reißwolf im Wechsel mit der Zeitlupe, ebenfalls ein Satiremagazin. Die Sendereihe wurde vom NDR kurzfristig aus dem Programm genommen – die letzte Folge lief am 21. Dezember 2003.
Der Reißwolf behandelte aktuelle politische und gesellschaftliche Ereignisse mittels Glossen, kurzen Szenen und kabarettistischen Dialogen. Verantwortlicher Redakteur war Wolfgang Knauer (1942–2018). Ein regelmäßiger Beitrag war bis zu dessen Tod 1997 Hermann Hoffmanns Polit-KlimBim vom Sender Zitrone, in dem Hoffmann mittels Originaltönen von Politikern satirische und humoristische Gespräche mit diesen Personen führte.